# Sinta Nuriyah
Sinta Nuriyah Wahid (ur. 8 marca 1948 w Jombang) – wdowa po prezydencie Indonezji Abdurrahmanie Wahidzie, pierwsza dama Indonezji w okresie od 20 października 1999 do 23 lipca 2001.